# Austroasiatiska språk

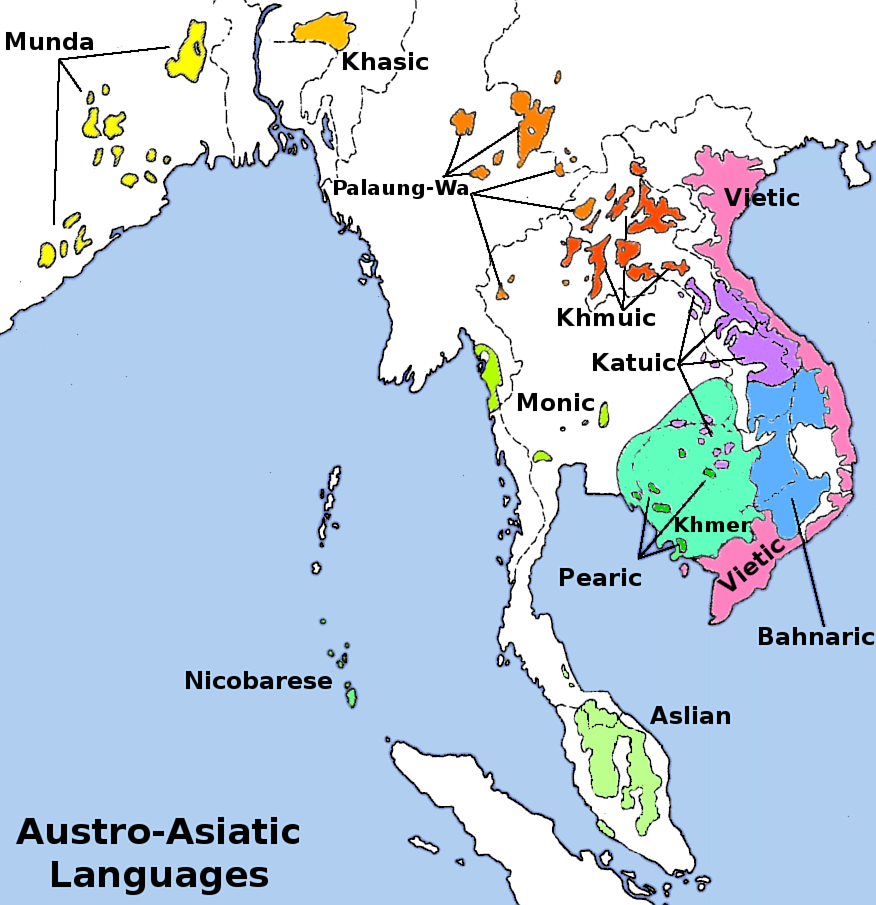
Engelskspråkig karta över de austroasiatiska språkens utbredning.

De austroasiatiska språken är en betydande språkfamilj i Sydostasien och nordöstra Indien. Namnet är bildat från grekiska ordrötter och betyder Sydasien.

## Utbredning
De austroasiatiska språken talas inte i en sammanhängande region, då denna splittras upp av andra språk och språkfamiljer. Det har antagits att talarna av austroasiatiska språk tillhör ett mycket gammalt befolkningslager i Syd- och Sydostasien, och att talarna av dessa andra språk kommit till regionen senare. Bland dessa återfinns talare av indoeuropeiska språk, tai-kadaispråk och sinotibetanska språk.

## Austriska hypotesen
Vissa språkforskare har också framfört tesen att de austroasiatiska språken är besläktade med de austronesiska språken och att dessa tillsammans bilder överfamiljen austriska språk. Denna hypotes har dock få anhängare idag.

## Indelning av de austroasiatiska språken
Inom de austroasiatiska språken urskiljs oftast två, men ibland tre huvudgrenar: Mon-khmerspråken i Sydostasien och mundaspråken i östra och mellersta Indien. Vissa forskare betraktar de nikobariska språken som en tredje huvudgren, medan andra räknar dem till mon-khmer. Det finns ungefär 160 austroasiatiska språk, av vilka ungefär 130 tillhör mon-khmerspråken, 20 mundaspråken och 6 de nikobariska språken.

## De största språken
Omkring 95 miljoner människor talar ett austroasiatiskt språk. De största är vietnamesiskan (70 miljoner) samt kambodjanskan eller khmer (16 miljoner). Båda dessa är nationalspråk i sina länder. Santali (6 miljoner), mundari (2 miljoner), ho (1 miljon) och khasi (1 miljon) är de övriga språken med 1 miljon eller fler talare. Bland de austroasisatiska språken finns också ett stort antal små och mycket små språk i avlägsna områden, som knappast talas av fler än 1000 personer.

## De austroasiatiska språkens indelning
Den följande indelningen visar austroasiatiskans huvudsakliga gren med de mest betydande språken:
Austroasiatiska (157 språk, 95 miljoner talare; nordöstra Indien, Sydostasien)
- Mundaspråk (19 språk, 10 miljoner talare; nordöstra och centrala Indien)
  - Nordliga mundaspråk (10 språk, 9,5 miljoner) >>> santali (6 miljoner), mundari (1 miljon), ho (1 miljon), korku (500 000).
  - Sydliga mundaspråk (9 språk, 600 000) >>> kharia (280 000), sora (300 000).

- Mon-khmerspråk (132 språk, 85 miljoner talare)
  - Khasigruppen (3 språk, 1,1 miljon talare; nordöstra Indien) >>> khasi (1 miljon), pnar 100 000).
  - Palaung-Wagruppen (20 språk, 1,8 miljoner talare; Burma, Sydkina, Laos, Thailand) >>> rumai (150 000), shwe (150 000), pale (300 000), wa (600 000), praok (500 000).
  - Kammugruppen (14 språk, 600 000; Laos, Thailand, Vietnam) >>> kammu (500 000).
  - Khmer (1 språk, Kambodja, Vietnam) >>> kambodjanska (khmer) (8 miljoner, inklusive andraspråkstalare 10 miljoner).
  - Katugruppen (16 språk, ca 1 miljon; Laos, Thailand, Vietnam) >>> kuy-suei (400 000), so (160 000), bru (130 000).
  - Bahnargruppen (36 språk, 1 miljon; Vietnam, Laos, Kambodja) >>> Bahnar (140 000), Ko'ho (Sre) (100 000), Mnong (200 000).
  - Peargruppen (6 språk, 12 000; Kambodja).
  - Viet-Muonggruppen (10 språk, 71 miljon; Vietnam, Laos) >>> vietnamesiska (70 miljoner), muong (1 miljon).
  - Mon-språk (2 språk, 1 miljon; Burma), mon (knapp 1 miljon), nyakhur (max. 10 000).
  - Palyu-Pakangruppen (5 språk, 15 000; Sydkina).
  - Asligruppen (19 språk, 60 000; Malackahalvön) >>> semang (10 000), senoi (20 000).

- Nikobariska språk (6 språk, 35 000; Nikobarerna) >>> car (30 000).

Språk med minst 1 miljon talare ges med fet stil. ">>>" visar på viktiga språk.